# Conferencia (llamada)

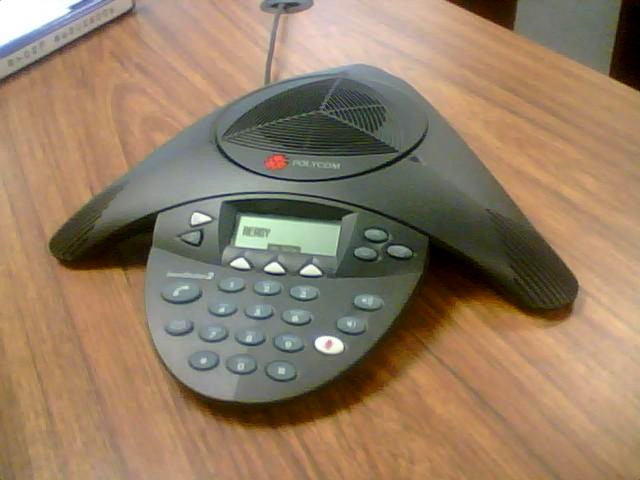
Teléfono Polycom específico para llamadas en conferencia.

Una conferencia, también denominada ATC (Audio Tele-Conferencia), es una llamada telefónica en la que el que llama desea ser oído por más de una persona llamada en la parte de audio de la comunicación. Las llamadas de conferencia pueden estar diseñadas para permitir que la persona llamada participe en la comunicación, o pueden estar configuradas de forma que la parte llamada simplemente escucha y no puede hablar. 
Las llamadas de conferencia se pueden diseñar para que una persona llame a los demás participantes y los agregue a la llamada. Sin embargo, los participantes suelen ser capaces de llamar a la conferencia por sí mismos, entrando en contacto con un número de teléfono especial que se conecta a un "puente de conferencias" (un tipo de equipo especializado que conecta las líneas telefónicas). Las empresas suelen utilizar un proveedor de servicios especializados que mantiene el puente de conferencia, o que proporciona los números de teléfono y los códigos PIN que los participantes marcan para acceder a la reunión o conferencia telefónica.
Las llamadas de tres vías están disponibles (generalmente con un cargo adicional) para muchos clientes en su línea de teléfono de casa o de la oficina. En la llamada de tres vías, se llama a la primera persona a quien se desea hablar. Entonces se pulsa el botón de colgado rápido (conocido también como botón de recuperación o de espera, en el Reino Unido y en otros lugares) y se marca el número de teléfono de otra persona. Mientras está sonando, se vuelve a presionar el botón de flash / rellamada para conectar las tres personas. Esta opción permite a quienes llaman agregar una segunda llamada saliente a una llamada que ya está conectada.